# Бонавиго
Бонавѝго (на италиански и на венециански: Bonavigo) е село и община в Северна Италия, провинция Верона, регион Венето. Разположено е на 19 m надморска височина. Населението на общината е 2010 души (към 2015 г.).